# Фиктивна вселена
Фиктивната вселена е художествена предпоставка с елементи, които се различават от тези в истинския свят. Може да се нарече още въображаем, конструиран или измислен свят.
Термините мултивселена, паралелна вселена, алтернативна история, сюжетна библия, предистория и кросоувър се застъпват значително с фиктивните вселени.
Фиктивната вселена може да бъде почти неразличима от истинския свят, с изключение на сътворени герои и събития, които характеризират едно художествено произведение; от друга страна може да прилича малко или да не прилича изобщо на релаността, имайки свои фундаментални принципи за пространство и време.